# 佼彊
佼彊（？—？），中国新朝末年东汉初期政治人物，兗州山陽郡人。《後漢書》蓋延传注说他是周朝大夫原伯佼的後裔。

## 生平
初在山陽郡西防为割据群雄（賊帥）之一。

### 追随刘永
更始年间，中国東部割据的劉永任命他为横行将軍，成为梁王劉永部下。建武二年（26年），被漢軍討伐、逃到沛郡譙县的劉永求他救援。佼彊和蘇茂、周建一起赴难，漢軍的蓋延打敗他们，佼彊、周建逃到山陽郡湖陵县。

### 拥立劉紆
建武三年（27年）秋，劉永战死，蘇茂、周建在沛郡山桑县垂惠聚擁立劉永之子劉紆为梁王，佼彊逃到西防据守。建武四年（28年）垂惠聚陷落，劉紆逃到西防佼彊处。建武五年（29年）春，漢驃騎大将軍杜茂、捕虜将軍馬武包围西防，佼彊抵抗不利西防陷落，和劉紆一起投奔東海郡董憲。同年六月，董宪和刘纡、苏茂、佼彊离开下邳，回到兰陵，让苏茂、佼彊协助庞萌围攻東平郡任城县桃城。漢大司馬吴漢打敗他们。庞萌、苏茂、佼彊连夜逃跑，投奔董宪。佼彊降漢，佼彊之后事迹不详。